# Pancenkî, Lebedîn
Pancenkî (în ucraineană Панченки) este un sat în comuna Harbuzivka din raionul Lebedîn, regiunea Sumî, Ucraina.

## Demografie
Componența lingvistică a localității Pancenkî
     Ucraineană (89,36%)
     Rusă (8,51%)
     Belarusă (2,13%)
Conform recensământului din 2001, majoritatea populației localității Pancenkî era vorbitoare de ucraineană (89,36%), existând în minoritate și vorbitori de rusă (8,51%) și belarusă (2,13%).